# Siete cabezas
Siete cabezas es una película dramática y de suspenso colombiana de 2017 dirigida y escrita por Jaime Osorio Márquez y protagonizada por Andrés Castañeda, Valentina Gómez, Alexander Betancur, Philippe Legler y Carlos Mariño.

## Sinopsis
Marcos es un tímido guardabosques que ve amenazada su tranquilidad cuando Camila y Leonardo, una pareja de biólogos, llega a su región a investigar la extraña mortandad de animales que se está presentando en el bosque. Cuando Marcos empieza a desear carnalmente a la mujer, desata una increíble locura que no puede controlar.

## Reparto
- Alexander Betancur es Marcos.
- Valentina Gómez es Camila.
- Philippe Legler es Leonardo.